# Климовицкий, Аркадий Иосифович
Аркадий Иосифович Климовицкий (Абрам Иосифович Климовицкий; 7 сентября 1937, Ленинград — 27 сентября 2024, Санкт-Петербург) — советский и российский музыковед, доктор искусствоведения, профессор кафедры теории музыки Санкт-Петербургской государственной консерватории имени Н. А. Римского-Корсакова, главный научный сотрудник Российского института истории искусств. Член Союза композиторов России. Заслуженный деятель искусств Российской Федерации. Кавалер Ордена дружбы.

## Биография
А. И. Климовицкий родился 7 сентября 1937 года в Ленинграде, РСФСР, СССР.
В 1961 году он окончил Ленинградскую консерваторию, а в 1964 году — аспирантуру при консерватории.
В 1971 году защитил диссертацию на соискание учёной степени кандидата искусствоведения, тема диссертации — «Зарождение и развитие сонатной формы в творчестве Доменико Скарлатти». В 1979 году защитил диссертацию на соискание учёной степени доктора искусствоведения, тема диссертации — «О творческом процессе Бетховена».
С 1973 года А. И. Климовицкий преподавал в Ленинградской (Санкт-Петербургской) консерватории. Вёл курс анализа музыкальных произведений, спецкурс «Актуальные проблемы бетховенистики», преподавал в Санкт-Петербургском университете. Преподавал в Европейском университете в Санкт-Петербурге. Был главным научным сотрудником Российского института истории искусств РАН.
В 2008 году Климовицкий был удостоен звания Заслуженный деятель искусств РФ.
В 2015 году в честь Климовицкого был выпущен сборник «Музыкальное искусство в процессах культурного обмена: сборник статей и материалов в честь Аркадия Иосифовича Климовицкого».
В 2022 году он был назван «Персоной года» в рейтинге «Музыкального обозрения» «События и персоны» (номинация «Жизнь в музыке»).
Был почетным членом Научного музыкального общества в Касселе, Российско-немецкого общества П. И. Чайковского в Тюбингене, Вагнеровского общества в Байройте.

## Награды и звания
- Заслуженный деятель искусств Российской Федерации (2008)[7]
- Орден Дружбы (2018)[8]
- Лауреат премии газеты «Музыкальное обозрение» в номинации «Жизнь в музыке» (2022)[9]

#### Книги
- Опера Прокофьева «Семен Котко» / А. И. Климовицкий. — Москва : Сов. композитор, 1961. — 56 с., 2 л. ил. : нот. ил.; 14 см.
- О творческом процессе Бетховена: Исследование./ А. И. Климовицкий — Ленинград : Музыка. Ленингр. отд-ние, 1979. — 175 с., 6 л. ил. : нот. ил.; 22 см.
- История и современность: Сборник статей / Ред.-сост. А. И. Климовицкий и др. — Ленинград : Сов. композитор : Ленингр. отд-ние, 1981. — 287 с. : ил., нот. ил.; 22 см.
- Игорь Стравинский: инструментовки. «Песнь о блохе» М. Мусоргского, «Песнь о блохе» Л. Бетховена / публ. и исслед. Аркадия Климовицкого. — СПб. : Музык. шк. : Рос. ин-т истории искусств, 2003 (СПб. : ОАО Иван Федоров). — 387 с. : ил., ноты, табл., портр.; 34 см; ISBN 5-9500057-1-6 (в пер.)
- Петр Ильич Чайковский: культурные предчувствия, культурная память, культурные взаимодействия / А. И. Климовицкий; Министерство культуры Российской Федерации, Российский институт истории искусств. — Санкт-Петербург : Петрополис, 2015. — 421, [2] с., [6] л. ил., портр., ноты, факс. : ноты, факс.; 24 см; ISBN 978-5-9676-0665-6 : 1000 экз.
- Слух композитора. Память культуры / Аркадий Климовицкий. — Санкт-Петербург : Издательство имени Н. И. Новикова, 2022. — 485 с., [4] л. ноты, портр., цв. ноты : ноты, факс.; 23 см. — (Отечественные музыковеды. Избранное).; ISBN 978-5-87991-122-0 : 500 экз.